# Olav Kooij
Pour les articles homonymes, voir Kooij.
Olav Kooij, né le 17 octobre 2001 à Numansdorp, est un coureur cycliste néerlandais spécialiste des sprints massifs, membre de l'équipe Visma-Lease a Bike.

## Biographie
Olav Kooij se révèle en gagnant deux étapes et le général de la Coupe du Président de la Ville de Grudziądz en 2018, à seulement 17 ans.

### Junior

#### 2019
En 2019, il gagne plusieurs courses juniors interclubs en Belgique et en France. Ainsi, il gagne la troisième étape de la Ster van Zuid-Limburg, la troisième étape du Tour de l'Eure juniors dont il termine deuxième au général, le Circuit des 3 provinces et le Circuit Het Nieuwsblad juniors. Cette dernière course est remportée en solitaire. Il remporte également la troisième étape des Trois Jours d'Axel (classée 2.1 Juniors à l'UCI). Il obtient quelques places d'honneur dans d'autres courses juniors (quatrième du championnat des Pays-Bas sur route juniors, cinquième de la Route des Géants notamment).  
Il est co-leader de son équipe avec Casper Van Uden pour le championnat d'Europe juniors sur route qui se déroule aux Pays-Bas. 
Il termine septième devant Van Uden. Il gagne les trois étapes du Tour de DMZ (une épreuve de l'UCI Coupe des Nations Juniors) qui se terminent par un sprint massif,,.

#### 2020
Il signe en 2020 à la Jumbo-Visma Development qui est l'équipe de développement de la formation World Tour Jumbo-Visma.
Il se révèle fin février-début mars, en terminant deuxième du Ster van Zwolle, puis en gagnant le Trofej Umag-Umag Trophy et le Poreč Trophy. À cause de la pandémie de Covid-19, la saison s’interrompt peu après. Pour son retour à la compétition fin juillet, il remporte le Grand Prix Kranj. Dans la foulée, il dispute le Czech Cycling Tour où il termine sixième d'une étape. Il finit septième du championnat des Pays-Bas sur route juniors puis cinquième du championnat d'Europe sur route espoirs soit à la deuxième place du sprint du peloton quelques secondes après le trio qui s'est disputé la victoire,. Le 27 août 2020, il est annoncé qu'il devrait rejoindre l'équipe Jumbo-Visma le 1er juillet 2021 pour une durée de deux ans et demie.

### Carrière professionnelle

#### Jumbo-Visma (depuis 2021)

##### 2021: début chez les professionnels
Il rejoint finalement l'équipe Jumbo-Visma dès le 18 février 2021. Ses premières performances notables chez les professionnels ont lieu lors du Tour de Hongrie, sur lequel il finira 2e de la 5e étape, en battant notamment Phil Bauhaus. Cependant son premier bon résultat en World Tour sera une 2e place de la 3e étape du Tour de Pologne, devançant une nouvelle fois Phil Bauhaus mais également Hugo Hofstetter et Biniam Girmay. Aux championnats du monde espoirs, il termina 3e de la course en ligne. Son premier succès en 2021 n'aura lieu qu'en fin d'année, sur la Cro Race, où il gagna 2 étapes,et remporta le classement par points.

##### 2022: confirmation de son talent
Dès le mois de février, il réalise une grosse performance en se classant 2e de la 5e étape du Tour des Emirats Arabes Unis, battant au sprint par la même occasion Sam Bennett, Arnaud Démare ou encore Dylan Groenowegen. Il poursuit sa saison avec 2 podiums sur Tirreno-Adriatico, s'affirmant comme un sprinteur majeur du peloton international,. Au mois d'avril, il remporte 2 étapes du Circuit Cycliste Sarthe-Pays de la Loire ainsi que le classement général de celui-ci. Il abandonne le Tour de Hongrie après une victoire d'étape. Il domine le ZLM Tour en remportant le classement général, le classement par points ainsi que 3 étapes de cette course,,. Il continue sur sa lancée avec une première victoire en UCI World Tour lors de la 1re étape du Tour de Pologne, devançant une nouvelle fois des sprinteurs de très haut niveau tels que Mark Cavendish, Arnaud Démare et Sam Bennet. Olav Kooij s'aligne ensuite sur le Tour du Danemark et y remporte 2 victoires au sprint,, devant Jasper Philipsen et Christophe Laporte. Aux championnats du monde espoirs, il termine 5e de la course en ligne, promesse d'un avenir rayonnant pour le jeune sprinteur. La dernière victoire de sa saison 2022 est le Sparkassen Münsterland Giro. Il termine la saison à la 52e place du classement mondial.

##### 2023: première victoire en World Tour

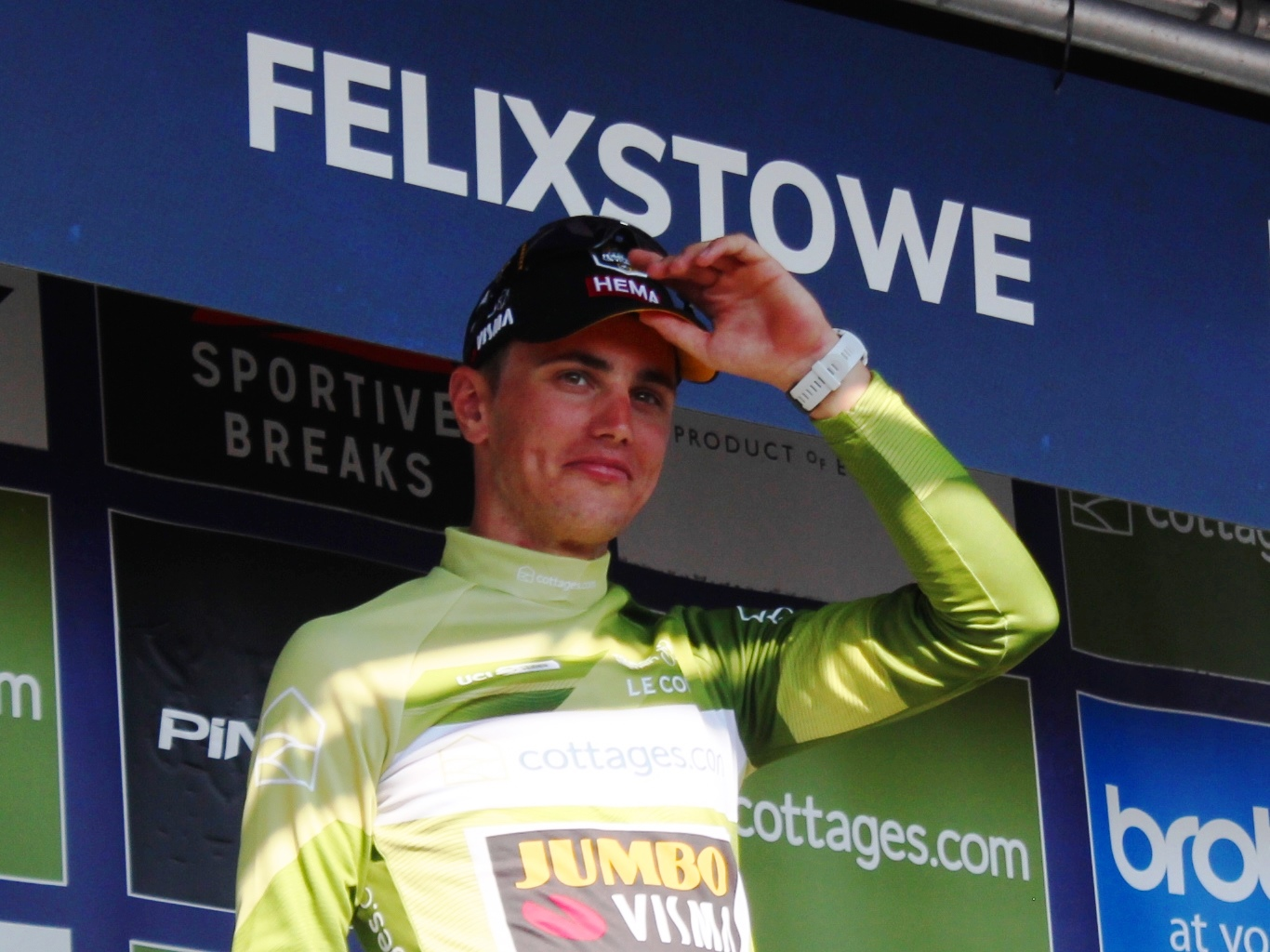
Kooij lors du Tour de Grande-Bretagne 2023.

Il commence sa saison 2023 sur le Tour de la Communauté Valencienne puis sur le Tour des Emirats Arabes Unis, en obtenant un podium sur une étape de chacun de ces deux tours,. Son premier succès de l'année est sur Paris-Nice en remportant non seulement le contre-la-montre par équipe avec la Jumbo-Visma, mais également la 5e étape à Saint-Paul-Trois-Châteaux devant Mads Pedersen et Tim Merlier ; tout en ramenant une 3e place au classement par points final. Le 1er août, il remporte la 4e étape du Tour de Pologne à Opole devant son compatriote Marijn van den Berg. En septembre, il réussit l'exploit de gagner les quatre premières étapes du Tour de Grande-Bretagne et y remporte le classement par points. Le 24 septembre, il termine troisième de la course en ligne des Championnats d'Europe de cyclisme sur route 2023 organisés aux Pays-Bas derrière Christophe Laporte et Wout van Aert. En fin de saison, il s'impose au sprint lors de la 3e étape du Tour du Guangxi, à Nanning en Chine et lors de la 6e étape à Gulin, remportant les quatrième et cinquième victoires de sa carrière (une en 2022, quatre en 2023) sur des étapes d'une course de l'UCI World Tour.

##### 2024: une étape du Tour d'Italie et une première classique World Tour
Auteur d'un excellent début de saison 2024, il remporte successivement la Clásica de Almería, une étape du Tour des Émirats arabes unis et deux étapes de Paris-Nice : la 1re devant Mads Pedersen aux  Mureaux et la 5e, toujours devant Pedersen à Sisteron. Toutefois, il abandonne lors de la dernière étape. Le 12 mai, il remporte sa première victoire sur une étape d'un grand tour en gagnant le sprint de la 9e étape du Tour d'Italie à Naples où il devance Jonathan Milan et Sebastián Molano. Malade, il est contraint d'abandonner ce Giro deux jours plus tard. En août, il gagne les 4e et 7e étapes du Tour de Pologne. Le 8 septembre, il gagne sa première classique UCI World Tour, remportant un sprint royal sur la Cyclassics Hamburg devant Jonathan Milan et Biniam Girmay.

##### 2025
En février 2025, il glane ses deux premiers succès de la saison en gagnant deux étapes du Tour d'Oman. Le 13 mars, il remporte le sprint de la 4e étape de Tirreno-Adriatico à Trasacco devant ses compatriotes Rick Pluimers et Mathieu van der Poel.

## Palmarès

### Palmarès amateur
| - 2018 - Coupe du Président de la Ville de Grudziądz : - Classement général - 1reb et 4e étapes - 2019 - 3e étape de la Ster van Zuid-Limburg - 3e étape du Tour de l'Eure Juniors - Circuit des 3 provinces - 2e étape de l'Acht van Bladel - Circuit Het Nieuwsblad juniors - 3e étape des Trois Jours d'Axel - 1re, 3e et 5e étapes du Tour de DMZ - 2e du Tour de l'Eure Juniors - 7e du championnat d'Europe sur route juniors | - 2020 - Trofej Umag-Umag Trophy - Poreč Trophy - Grand Prix Kranj - 1re étape (a) de la Semaine internationale Coppi et Bartali - Orlen Nations Grand Prix : - Classement général - 1re (contre-la-montre par équipes) et 2e étapes - 2e du Ster van Zwolle - 5e du championnat d'Europe sur route espoirs |  |

### Palmarès professionnel
| - 2021 - 2e et 4e étapes du Tour de Croatie - Médaillé de bronze du championnat du monde sur route espoirs - 3e du Tour du Piémont - 2022 - Circuit Cycliste Sarthe-Pays de la Loire : - Classement général - 2e et 4e étapes - 1re étape du Tour de Hongrie - ZLM Tour : - Classement général - 1re, 2e et 5e étapes - 1re étape du Tour de Pologne - 1re et 3e étapes du Tour du Danemark - Tour de Münster - 5e de la Classic Bruges-La Panne - 5e du championnat du monde sur route espoirs - 2023 - 3e (contre-la-montre par équipes) et 5e étapes de Paris-Nice - 1re et 4e étapes des Quatre Jours de Dunkerque - Flèche de Heist - ZLM Tour : - Classement général - 4e étape - 4e étape du Tour de Pologne - 1re, 2e, 3e et 4e étapes du Tour de Grande-Bretagne - 3e et 6e étapes du Tour du Guangxi - 2e de la Classic Bruges-La Panne - 2e du championnat des Pays-Bas sur route - 2e de la Gooikse Pijl - 2e de la Visit Friesland Elfstedenrace - Médaillé de bronze du championnat d'Europe sur route - 8e de Gand-Wevelgem | - 2024 - Clásica de Almería - 5e étape du Tour des Émirats arabes unis - 1re et 5e étapes de Paris-Nice - 9e étape du Tour d'Italie - 4e et 7e étapes du Tour de Pologne - Cyclassics Hamburg - Médaillé d'argent du championnat d'Europe sur route - 2e du championnat des Pays-Bas sur route - 3e de la Gooikse Pijl - 6e de Gand-Wevelgem - 2025 - 1re et 4e étapes du Tour d'Oman - 4e étape de Tirreno-Adriatico - 12e et 21e étapes du Tour d'Italie - 1re étape du Tour de Pologne - 2e de Kuurne-Bruxelles-Kuurne - 2e du championnat des Pays-Bas sur route - 8e de Milan-San Remo |  |

### Résultats sur les grands tours

#### Tour d'Italie
2 participations
- 2024 : non-partant (10e étape), vainqueur de la 9e étape
- 2025 : 149e, vainqueur des 12e et 21e étapes

### Classements mondiaux
| Année                                 | 2020 | 2021 | 2022 | 2023 | 2024 |
| ------------------------------------- | ---- | ---- | ---- | ---- | ---- |
| Classement mondial                    | 135e | 169e | 52e  | 30e  | 32e  |
| UCI Europe Tour                       | 111e | 145e | 44e  | 27e  | 26e  |
|                                       |      |      |      |      |      |
| Légende : nc = non classéSource : UCI |      |      |      |      |      |